# Mama Liked the Roses
«Mama Liked the Roses» es una canción de Elvis Presley lanzada en 1970. La canción fue lanzada como lado B del sencillo «The Wonder of You» el 20 de abril de 1970, y en la reedición de 1970 del álbum Elvis' Christmas Album, aunque la canción no trata específicamente sobre la Navidad.

## Historia
La pista básica de la canción fue grabada por  The Memphis Boys, la banda de músicos de sesión de American Sound Studio y se grabó el 15 y 16 de enero de 1969, sin la presencia de Elvis Presley. Elvis sobregrabó su voz principal y una parte vocal en armonía que no se utilizó en la grabación maestra final, el 21 y 22 de enero de 1969. Los coros iniciales también se grabaron el 21 y 22 de enero de 1969. Las cuerdas y los instrumentos de viento se grabaron el 18 y 19 de marzo de 1969, antes de añadir una última grabación de coros el 31 de marzo de 1970.
La canción alcanzó el puesto número 9 en la lista de sencillos Billboard Hot 100 junto con «The Wonder of You».  La canción fue compuesta por Johnny Christopher, quien también coescribió «If You Talk in Your Sleep» y «Always on My Mind», ambas grabadas por Elvis Presley.

## Personal
Créditos del análisis de las cintas de las sesiones y de la documentación de la RCA Records y la AFM por parte de Keith Flynn y Ernst Jorgensen.
- Elvis Presley - voz principal; voces en armonía (no utilizadas en la mezcla final)[2]
- Reggie Young - guitarra
- Tommy Cogbill - bajo
- Mike Leech - bajo; arreglos de trompa y cuerdas; viola
- Bobby Wood-piano
- Bobby Emmons - órgano
- Gene Chrisman - batería

Sobregrabado
- Mary «Jeanie» Greene, Mary Holladay, Ginger Holladay, Donna Thatcher, Sandra Posey Robinson (coros)
- Dolores Edgin, June "Ricki" Page, Hurschel Wiginton, Joseph Babcock - coros (incierto)
- Glen Spreen - saxofón; arreglos de trompa y cuerdas
- Wayne Jackson, RF Taylor - trompetas
- Jackie Thomas, Jack Hale - trombones
- Joe D'Gerolamo, Tony Cason - Trompas francesas
- Noel Gilbert - violín; contratista de sesión para sesión de doblaje de cuerdas
- Gloria Hendricks, Albert Edelman, Robert Snyder, Anna Oldham, Hal Saunders, Edward Freudberg - violines
- Mary Snyder, John Wehlan, Nono Ravarono, Vernon Taylor - violas
- Anne Kendall, Peter Spurbeck - violonchelos

Personal de producción
- Chips Moman - productor
- Felton Jarvis - productor
- Al Pachucki - ingeniero
- Roy Shockley - técnico